# Jean-Marie Hervagault
Jean-Marie Hervagault, né à Saint-Lô (Normandie) le 20 septembre 1781 et mort à la maison de force de Bicêtre (commune de Gentilly) le 8 mai 1812, est connu pour avoir prétendu être Louis XVII.

## Biographie
Fils d'un tailleur de Saint-Lô, Jean-Marie Hervagault quitta le domicile familial en septembre 1796.

Profitant de la confusion née des troubles révolutionnaires ainsi que de l'effet produit sur la sensibilité féminine par la finesse de ses traits, et abusant de la crédulité de nombreuses personnes, il parcourut la campagne normande en se faisant passer pour divers individus liés à la haute noblesse. Afin d'ajouter davantage de mystère à son personnage, Hervagault n'hésitait pas, à l'occasion, à se travestir en jeune femme.

Arrêté pour vagabondage à Cherbourg (Cherbourg-en-Cotentin depuis 2016) et reconduit chez lui, il récidiva peu de temps après : il se faisait alors passer pour le fils de Mme Lavaucelle de Ducey, ou pour celui du prince de Monaco, ou encore pour celui du duc d'Ursel. Arrêté par le juge de paix d'Hottot et emprisonné à Bayeux, il fut à nouveau relâché et rendu à son père.

Fuguant pour la troisième fois, Jean-Marie se rendit dans l'Orne en octobre 1797. Arrivé au hameau des Joncherets, à Valframbert, il fut hébergé par Mlle Talon-Lacombe, à laquelle il soutira une quarantaine de louis d'or après s'être présenté à elle comme un membre de la famille de Montmorency. Poursuivant ses pérégrinations et ses impostures, il passa en mai 1798 par Meaux, d'où il se dirigea vers l'Est. Arrêté, en chemin, à Cernon, il refusa de décliner sa véritable identité, affirmant être un certain Louis-Antoine-Jean-François de Longueville de Beuzeville et fut emprisonné à Châlons-sur-Marne.
C'est pendant sa détention à Châlons que Jean-Marie Hervagault commença à se faire passer pour Louis XVII, gagnant à sa cause plusieurs partisans crédules. Condamné le 2 mai 1799 à un mois de prison, il retourna dans l'Ouest, où il comptait mettre à profit sa nouvelle identité d'emprunt. Il fut cependant dénoncé et arrêté en août à Vire (Vire Normandie depuis 2016), où il écopa, en tant que récidiviste, de deux ans d'emprisonnement.

C'est dans la prison de Vire qu'il prit connaissance d'un nouveau roman de Jean-Joseph Regnault-Warin, Le Cimetière de la Madeleine, qui imaginait l'enlèvement du dauphin de sa prison du Temple. C'est sous l'influence de cette œuvre de fiction qu'il étoffa les détails de son imposture. Prétendant avoir presque tout oublié de ses premières années, ce qui lui évitait toute question embarrassante sur la vie du vrai dauphin, il greffa le récit de son évasion (datée du 4 juin 1795) sur celui du roman de Regnault-Warin, n'en modifiant que quelques détails :
- la substitution avait eu pour instrument un sac de linge et non un cheval de bois ;
- l'enfant substitué au dauphin était le fils malade d'Hervagault, tailleur à Saint-Lô (ce qui permettait à Jean-Marie de faire passer sa véritable identité pour un nom d'emprunt) ;
- le docteur Desault n'était mort qu'après avoir constaté l'enlèvement (en réalité, Desault est mort trois jours plus tôt) ;
- le dauphin n'avait, bien entendu, pas été repris. Envoyé par les Vendéens en Angleterre, il y avait été mal reçu par les émigrés de l'entourage du comte d'Artois, opposés au rétablissement d'une monarchie constitutionnelle. Le roi George III ayant jugé plus prudent de l'éloigner des émigrés, le dauphin avait été envoyé à Rome auprès du pape Pie VI, qui l'avait sacré roi de France dans le plus grand secret. De passage en Espagne, Louis XVII y avait été reconnu par la duchesse d'Orléans, qui s'était prosternée à ses genoux, puis, arrivé au Portugal, il y avait épousé la princesse Marie-Bénédicte, veuve (quinquagénaire) du prince du Brésil. Rappelé en France par les partisans de la monarchie constitutionnelle, il s'y était secrètement rendu en 1797 en passant par la Prusse et par Bâle, mais le coup d'État du 18 fructidor an V avait ruiné ses espoirs. Cherchant à regagner l'Angleterre, Louis XVII s'était rendu en Normandie, où il avait été arrêté à Cherbourg.

Libéré en août 1801, Hervagault fut cherché à Vire par ses fidèles de Châlons, dirigés par une certaine Pierrette Julien (femme divorcée de Jean-Pierre Saignes) et composés de plusieurs notables champenois (dont M. de Beurnonville, ex-garde du corps de Louis XVI), qui le cachèrent dans le chef-lieu de la Marne, puis à Reims et enfin à Vitry-sur-Marne. Il fut accueilli, dans cette ville, au domicile des Jacobé de Rambecourt puis à celui de M. Jacquier-Lemoine, qui le reçut avec une ostentation qui éveilla bientôt l'attention des autorités : Hervagault fut arrêté au début de l'année 1802. Condamné le 17 février par le tribunal correctionnel de Vitry à quatre ans de prison pour escroquerie, usurpation de nom et vagabondage, il vit sa peine confirmée en appel par le tribunal de Reims le 3 avril suivant.

Sur la pression de la police, dirigée par Fouché, qui voulait limiter les risques de troubles en l'éloignant de ses partisans (parmi lesquels l'ancien évêque La Font de Savine), Hervagault fut transféré à Soissons puis à Bicêtre et son incarcération fut prolongée : il sera finalement emprisonné jusqu'à sa mort, à l'âge de trente-et-un ans.
Hervagault fut le premier d'une longue liste de « faux dauphins », dont les plus célèbres sont Mathurin Bruneau, le baron de Richemont et Karl-Wilhelm Naundorff.

## Dans la fiction
Jean-Marie Hervagault est l'un des personnages du roman de science-fiction L'Évadé de l'an II (1973), de Philippe Ébly.